# Герегеу
Герегеу (рум. Gărăgău) — село у повіті Телеорман в Румунії. Входить до складу комуни Виртоапе.
Село розташоване на відстані 75 км на захід від Бухареста, 31 км на північ від Александрії, 109 км на схід від Крайови.

## Населення
За даними перепису населення 2002 року у селі проживали 845 осіб, усі — румуни. Усі жителі села рідною мовою назвали румунську.